# Tohaha
Tohaha (Teao, Thoaga, Toaa, Toaha, Toao, Tooja, Tohahe, Tohaka, Tuxaha).- Pleme američkih Indijanaca porodice Tonkawan naseljeno u kasnom 18. stoljeću na donjoj Guadalupi i Coloradu, Teksas, ne daleko od obale. Tohaha Indijanci često su naseljavali ista naselja s plemenima Cantona, Cava, Emet i Sana. Pleme nije nikada zapisano da su bili na nekoj od tamošnjih misija. Suvremeni autori poistovjećuju ih s Toyal Indijancima koje spominje François Simars de Bellisle, Francuz koje je bio u ranom 18. stoljeću bio u zarobljeništvu Caux (Akokisa) Indijanaca. Po De Bellisleu, pripadnici plemena koje ga je uhvatilo, pojeli su jednog pripadnika plemena Toyal zapadno ili sjeverozapadno od Galveston Baya, što bi i potvrđivala navedena lokacija. O Tonkawa i Atakapa plemenima znano je da su bila ljudožderska. 

## Vanjske poveznice
- Tohaha Indians